# Crepidomanes barnardianum
Espèce
Crepidomanes barnardianum est une fougère épiphyte de la famille des Hyménophyllacées.
Synonyme : Trichomanes barnardianum F.M.Bailey.

## Description
Crepidomanes barnardianum appartient au sous-genre Crepidomanes, section Crepidomanes.
En plus des caractéristiques du genre, le limbe des frondes est divisé deux fois et les sores, nombreux à l'apex des frondes, ont une indusie largement évasée, non bilabiée.
Comme toutes les espèces du genre, elle compte 36 paires de chromosomes.

## Distribution et habitat
Cette espèce se trouve au Queensland (Australie) et en Nouvelle-Guinée.
Elle est épiphyte, sur des arbres des forêts tropicales humides.